# Mercedes-Benz M-klasa
M-klasa je linija luksuznih SUV-a koje proizvodi i prodaje Mercedes-Benz, a dosad je proizvedena u dvije generacije.
Prva generacija predstavljena je 1996. kao koncept pod nazivom AAV. Blago izmijenjena prodajna inačica u prodaju je ušla već sljedeće godine, a jer je njome Mercedes prvenstveno ciljao na američko tržište, proizvodila se u gradu Tuscaloosa u američkoj saveznoj državi Alabami.
Tu generacija M-klase u SAD-u je automobilistički časopis Motor Trend 1998. proglasio terencem godine (Truck of the Year), no u Velikoj Britaniji je naišla na brojne loše kritike od strane automobilističkih novinara, ali i vlasnika, što je Mercedes nastojao ispraviti laganom obnovom izgleda i mehanike primijenjenom na modelima koji su se prodavali od 2001.
Ljubiteljima automobila i filmova prva generacija M-klase je zasigurno ostala u sjećanju iz Spielbergovog filma Izgubljeni svijet: Jurski park, koji je 1997. snimljen kao nastavak Jurskog parka, a kasnije je na njezinoj osnovi napravljen i novi papamobil.
Druga generacija potpuno izmijenjenog izgleda predstavljena je u siječnju 2005. na međunarodnom salonu automobila NAIAS u Detroitu, a njezina ponuda motora za europsko tržište sastoji se od dva benzinska i dva dizelska motora.
- 280 CDI - dizelski sa šest cilindara i 190 KS
- 320 CDI - dizelski sa šest cilindara i 224 KS
- 350 - benzinski sa šest cilindara i 272 KS
- 500 - benzinski s osam cilindara i 306 KS

Svi modeli serijski su opremljeni permanentnim pogonom na sve kotače i automatskim mjenjačem 7G-Tronic sa sedam brzina.